# Angelo (Raffaello Brescia)
Angelo è un dipinto a olio su tavola trasportato su tela (31x27 cm) di Raffaello, databile al 1500-1501 e conservato nella Pinacoteca Tosio Martinengo a Brescia. Si tratta di uno dei frammenti della Pala Baronci.

## Storia
La pala eseguita per la cappella Baronci nella chiesa di Sant'Agostino a Città di Castello è la prima opera documentata di Raffaello, allora diciassettenne, che vi lavorò con un collaboratore più anziano, già a bottega da suo padre, Evangelista da Pian di Meleto. Il contratto è datato 10 dicembre 1500 e la consegna è registrata il 13 settembre 1501.
La pala venne danneggiata durante un terremoto nel 1789. Sezionata per separare le parti lesionate da quelle ancora fruibili, venne in seguito dispersa a metà dell'Ottocento.
L'Angelo bresciano finì, come altri pezzi della pala, a Firenze dove lo acquistò nel 1822 il conte Paolo Tosio. Già attribuito a Timoteo Viti, dopo una pulitura, eseguita da Luigi Cavenaghi, venne riconosciuto pressoché unanimemente come opera di Raffaello.

## Descrizione e stile
Grazie a una parziale copia della pala, datata 1791 ed eseguita da un pittore locale, è stato possibile ricollocare i frammenti nella composizione generale. L'angelo di Brescia in particolare faceva parte di una coppia a destra del santo centrale, voltato verso il compagno con cui sembrava avere una silenziosa conversazione. Il rettangolo bianco che si vede in alto a sinistra altro non è che un lembo del libro che Nicola da Tolentino aveva nella mano sinistra.
Tra i frammenti della pala è considerato uno dei migliori, per la freschezza del volto del fanciullo, leggermente allungato, che sembra assimilabile ai modi contemporanei di Bernardino Pinturicchio e Luca Signorelli, piuttosto che a quelli del suo maestro Perugino. La luce soffusa inoltre ha fatto ipotizzare un influsso di Leonardo da Vinci che il giovane artista avrebbe potuto assimilare durante una o più veloci visite a Firenze, anteriori al soggiorno del 1504.